# 鳥取市立美和小学校
鳥取市立美和小学校（とっとりしりつ みわしょうがっこう）は、鳥取県鳥取市竹生にあった公立小学校。2020年、鳥取市立神戸小学校・鳥取市立江山中学校と統合し、義務教育学校に移行した。

## 概要
1966年美穂小学校と大和小学校が統合して創立。小学校設立前に存在していた美和中学校（1963年統合により閉校）と同じく、「美穂」と「大和」から漢字一文字ずつとって美和とした。

## 沿革
- 1873年（明治6年）5月9日 - 上味野小学校および長谷小学校が開校（美和小学校はこの日を創立記念日としていた）。
- 1966年（昭和41年）
  - 1月24日 - 校歌制定。
  - 2月10日 - 校章制定。
  - 4月1日 - 美穂小学校と大和小学校が名目統合し美和小学校が開校、各校舎で学習を行う。
- 1967年（昭和42年）
  - 3月24日 - 統合校舎竣工。
  - 4月3日 - 実質統合、開校式を挙行。
- 1968年（昭和43年）1月29日 - 体育館竣工。
- 1970年（昭和45年）9月7日 - プール竣工。
- 1973年（昭和48年）5月13日 - 創立百周年記念式典挙行。筧雄平翁記念碑を旧美穂小学校跡地より移転。
- 1995年（平成7年）7月 - 校舎等大規模改造工事開始。
- 1996年（平成8年）3月 - 新体育館、管理棟竣工。
- 2020年（令和2年）
  - 3月31日 - 閉校。
  - 4月1日 - 神戸小学校・江山中学校と統合し、義務教育学校である鳥取市立江山学園が開校。校舎は、美和小学校を耐震補強・改築して使用（完成まではグラウンドに仮設校舎を建設として使用）。

（参考：）

## 校歌
いずれも鳥取大学教授で、作詞は川口義克が、作曲は小泉恵が担当した。

## 通学区域
- 赤子田、朝月、猪子、上味野、源太、倭文、下味野、竹生、玉津、長谷、向国安、横枕

## 進学先中学校
- 鳥取市立江山中学校

## 交通アクセス
- JR山陰本線 鳥取駅より、
  - 鳥取駅バスターミナル:日ノ丸バス神戸線・岩坪行き「竹生」（現在の「江山学園前」）バス停下車。